# Несауле, Агате
Агате Несауле (латыш. Agate Nesaule; 23 января 1938, Нитауре, Латвия — 29 июня 2022, США) — американская писательница и филолог латышского происхождения.
Дочь священника. В 1944 году вместе с семьёй бежала в Германию, жила в лагере для беженцев на территории приюта для душевнобольных в Лобетале (ныне в составе города Бернау). С 1950 г. в США. В 1956 г. окончила школу в Индианаполисе и дебютировала как писательница, напечатав под псевдонимом Андра Нерета (латыш. Andra Nereta) написанный по-латышски рассказ «Звонит телефон» (латыш. Tālrunis zvana) во втором выпуске латышского эмигрантского журнала Jaunā Gaita. В 1963 г. окончила Университет Индианы в Блумингтоне по специальности «английская филология». С 1963 г. на протяжении многих лет преподавала в Университете Висконсин-Уайтуотер, в 1972 г. защитила докторскую диссертацию «Феминизм Дорис Лессинг» (англ. The Feminism of Doris Lessing); профессор английской литературы, затем также профессор в области женских исследований. В 1987 г. занимала пост президента Ассоциации новых языков Среднего Запада (англ. Midwest Modern Language Association).
Приобрела известность написанной в 1995 году по-английски книгой «Женщина в янтаре» (англ. A Woman in Amber) — беллетризованной автобиографией, охватывающей детство в Германии и юность в США. Несауле дала книге подзаголовок «Исцеляя травму войны и изгнания» (англ. Healing the Trauma of War and Exile). В авторском пояснении сама Несауле указывала, что не ставила перед собой задачи воспроизвести все события с полной точностью; на значительные отклонения от точных фактов в книге указывал также историк Янис Креслиньш, одновременно обвиняя автора в некритической трансляции распространённых в латвийской диаспоре культурных мифов. С рецензией на книгу выступила также будущий президент Латвии Вайра Вике-Фрейберга, высоко оценившая эмоциональный накал «Женщины в янтаре», однако охарактеризовавшая личный опыт рассказчицы как совершенно нетипичный для латышей-беженцев. Напротив, американская критика отнеслась к книге Несауле полностью одобрительно, «Женщина в янтаре» была удостоена Американской книжной премии (1996). Книга была переведена на латышский, немецкий, шведский, китайский и русский (2000, Жанна Эзит) языки. Исследователи позднейшего времени (в частности, Карлис Вердиньш) подчёркивают, что феминистская перспектива, критика латышского диаспорального общества (в том числе в связи с его патриархальными установками), внимание к женской и детской травме как тяжёлым последствиям военного насилия делают книгу Несауле актуальным и значительным явлением.
Позднее Несауле опубликовала ещё две книги более или менее автобиографического характера — «Роман с Ежи Косински» (англ. In Love with Jerzy Kosinski; 2009) и «Утраченные солнцестояния» (англ. Lost Midsummer's; 2018).